# 贵州乡村旅游发展中心
贵州乡村旅游发展中心（英語：Guizhou Rural Tourism Development Center）成立于2006年，是由中华人民共和国贵州省民政厅批准注册的一家非盈利性社会机构。

## 机构概览
该组织称其致力于帮助西南山地各民族传承，保护与发展多样化的非物质与口头文化遗产（如手工技艺等人类艺术）并致力于帮助本土青年设计师以及有志于帮助和推广民族艺术创新发展者。发展中心在努力保护的艺术形式有：
- 染艺
- 绣艺
- 陶艺
- 纸艺
- 织艺
- 银艺
- 木艺

## 项目与获奖
- 2010年，获得联合国教科文组织“世界杰出手工艺徽章“（四枚）
- 2011年，“为了我们的女儿--中国贵州少数民族妇女手工艺遗产保护与发展项目”（Chain Reaction）获2010年上海世博会国际展览局BIE-Cosmos奖，是2010年上海世博会唯一的工艺大奖

## 合作机构
- 上海世博会国家展览局（BIE）[1]
- 联合国世界旅游组织UNWTO亚洲与太平洋发展部 [2]
- 美国俄亥俄州立大学（OSU）：东亚语言与文，东言源中心，美国国家关键语项目 [3]
- 美国圣母大学刘亚洲研究中心（Notre Dame）[4]